# Bellura gortynoides
Bellura gortynoides är en fjärilsart som beskrevs av Walker 1865. Bellura gortynoides ingår i släktet Bellura och familjen nattflyn. Inga underarter finns listade i Catalogue of Life.